# Маги Симпсън
Маргарет „Маги“ Симпсън (на английски: Margaret 'Maggie' Simpson) е измислен герой от анимационния сериал „Семейство Симпсън“. Тя е най-младият и най-рядко повявяващият се герой от цялото семейство Симпсън.

## Роля в „Семейство Симпсън“
Както всяко бебе, Маги е възприемчива и силно се повлиява от това, което вижда около себе си. Веднъж удря Хоумър по главата с дървен чук и е размахва молив, имитация взета от Заядливко и Хапливко. Въпреки нейната възраст, тя е забележителен стрелец, както може да се види в епизода „Кой застреля господин Бърнс?“ и „Татко има чисто нова значка“. По време на по-ранните сезони, създателите правели така, че Маги да пада почти във всички сцени, в които участва.

## Герой

### Създаване
Мат Грьонинг за първи път измислил Семейство Симпсън чакайки пред офиса на Джеймс Брукс. Той бил повикан да представи кратко анимационно филмче. Намерението му било да представи сериите Живот в ада, но когато осъзнал, че трябва да се откаже от всички права върху анимацията, Грьонинг решил да отиде в друга посока. Той набързо нарисувал нови герои и ги именувал на членове от семейството си. Името на Маги идва от по-младата сестра на Грьонинг, Маргарет „Маги“ Грьонинг. Тя прави своят дебют заедно с цялото останало семейство. Създателят смятал за смешно да направи герой, който никога не растял и говорел, но изразявал емоциите си само с жестове. По време на началните сцени във всеки епизод Маги минава през каса в супермаркет, посочвайки сумата от $847.63 (средната сума на месец за издръжка на едно бебе).

### Озвучаване
Със няколко изключения, Маги никога не говори, изразявайки се единствено с жестове с ръцете и лицето. Първите ѝ думи са в краткия епизод от Шоуто на Трейси Улман, „Лека нощ“, след като цялото семейство заспива. В редовните епизоди, първата ѝ дума е в „Първата дума на Лиса“, когато казва „Татко“ в празна стая, озвучавана от Елизабет Тейлър. По-късно актрисата става тринадесета в списъка на най-великите гост гласове, участвали в шоуто. Джеймс Ърл Джоунс, озвучавайки я в „Къщата на ужасите V“ е на седмо място в списъка с репликата „Много странна Вселена“. По-късно Маги отново има реплика в „Къщата на ужасите IX“, където казва „Чудесно, аз ще карам! Искам кръв!“, озвучавана от Хари Шиарър. В сезон 20 Джуди Фостър озвучава най-продължителната реплика на Маги. Останалите, макар и редки реплики, се озвучават от Нанси Картрайт и Йърдли Смит.